# Hồ Hoài Anh
Hồ Hoài Anh (sinh ngày 27 tháng 12 năm 1979) là một nam nhạc sĩ, nhà sản xuất thu âm, chỉ đạo nghệ thuật kiêm nhạc công người Việt Nam. Từng giành được một giải Cống hiến, anh được nhà nước trao tặng danh hiệu Nghệ sĩ ưu tú vào năm 2015.
Được đánh giá là một trong những nhạc sĩ Việt Nam xuất sắc nhất trong thế hệ của mình, Hồ Hoài Anh đã có 20 năm công tác thuộc biên chế Học viện Âm nhạc Quốc gia Việt Nam. Anh là giảng viên đàn bầu tại khoa Âm nhạc truyền thống.

## Tiểu sử
Hồ Hoài Anh sinh ra tại Hà Nội trong một gia đình có truyền thống âm nhạc. Mẹ là nghệ sĩ nhân dân Thanh Tâm (nghệ danh Tử Kì, Hoài Anh) sinh ngày 7 tháng 11 năm 1953 tại Hà Nội.
Mẹ anh nguyên là Trưởng khoa Nhạc cụ truyền thống tại Học viện Âm nhạc Quốc gia Việt Nam, đã theo đuổi việc học đàn bầu và trở thành NSND đầu tiên của bộ môn này. Bà được trao danh hiệu Nghệ sĩ Nhân dân năm 2007 và đã giành được nhiều giải thưởng, huy chương cá nhân như: Huy chương vàng độc tấu đàn bầu trong cuộc thi Âm nhạc và múa dân gian phong cách hóa tại Dijon (Pháp) năm 1993; 3 Cúp vàng, 3 Cúp bạc tại Liên hoan Nghệ thuật quốc tế Mùa xuân Bình Nhưỡng - CHDCND Triều Tiên năm 1995, 2003, 2005;  Huy chương Vì sự nghiệp giáo dục; Huy chương Vì sự nghiệp văn hóa thông tin...
Anh đã theo mẹ học đàn bầu từ năm 4 tuổi. Năm 7 tuổi, anh vào học hệ sơ cấp, khoa nhạc cụ truyền thống của Nhạc viện Hà Nội, lần lượt lên trung cấp và hệ đại học của Học viện Âm nhạc Quốc gia Việt Nam.  Năm 2003, anh tốt nghiệp và được giữ lại làm giảng viên khoa nhạc cụ truyền thống của nhạc viện. Cũng nhờ đàn bầu, Hồ Hoài Anh là một trong những nghệ sĩ Việt Nam đi lưu diễn ở nước ngoài nhiều nhất và sớm nhất.
Hồ Hoài Anh từng thu âm CD cùng với mẹ và một CD về đàn bầu chung với nhóm nhạc dân tộc của Học viện. Anh bất đầu viết những bản ballad đầu tiên từ năm 16 tuổi và đã có tác phẩm được biểu diễn từ rất sớm. Khi ca sĩ Minh Quân ra album đầu tay Tình yêu muôn màu - tên album cũng là tên bài hát đầu tiên của Hồ Hoài Anh.
Tuy nhiên, sau các sáng tác về nhạc trẻ như Dẫu có lỗi lầm, Tình yêu muôn màu, anh bắt đầu được khán giả biết đến với vai trò nhạc sĩ.

## Sự nghiệp âm nhạc
Năm 13 tuổi, Hồ Hoài Anh có chuyến đi biểu diễn nước ngoài lần đầu tiên khi tham gia Festival âm nhạc châu Á tại Nhật Bản. Tại đây anh đã trình diễn độc tấu đàn bầu. Năm 2000, anh được mời tham gia nhóm Quả Dưa Hấu, nhưng chưa có dịp ra mắt thì nhóm tan rã, ngay sau đó anh lập nhóm riêng với tên gọi "Giao Thời".
Đến tháng 7 năm 2023 Hồ Hoài Anh đã sáng tác được 17 ca khúc nhạc trẻ và 3 sáng tác khí nhạc cho dàn nhạc dân tộc (được liệt kê trong phần sáng tác).
Năm 2015, Hồ Hoài Anh được giao vai trò giám đốc âm nhạc của chương trình Giọng hát Việt.  Nhạc sĩ Hồ Hoài Anh đảm nhận vị trí này thay cho nhạc sĩ Phương Uyên trong hai mùa trước.
Hồ Hoài Anh tham gia rất nhiều những chương trình trên truyền hình. Anh là một trong 4 huấn luyện viên của chương trình Giọng hát Việt nhí mùa thứ nhất, với chức vô địch cùng năm. Năm 2014 và 2015, anh tái đắc cử huấn luyện viên Giọng hát Việt nhí mùa thứ hai và mùa thứ ba. Sau đó anh nghỉ làm HLV của chương trình trong một thời gian ngắn trước khi quay trở lại vào các năm 2018 và 2021.

## Đời tư

### Gia đình
Anh kết hôn năm 2009 với nữ ca sĩ Lưu Hương Giang (sinh năm 1983) và có hai con gái là Hồ Khánh Hà (Mina) sinh năm 2011 và Hồ Tú Anh (Misu) sinh năm 2015.

### Cáo buộc hiếp dâm
Cuối tháng 6 năm 2022, Hồ Hoài Anh cùng gia đình có chuyến đi châu Âu nhưng không xin phép. Theo lịch trình, anh cùng gia đình sẽ về Việt Nam vào ngày 1 tháng 7 năm 2022. Tuy nhiên, chỉ có vợ và hai con của anh về nước vào ngày hôm đó, anh cùng nam diễn viên Hồng Đăng bị một cô gái người Anh 17 tuổi cáo buộc xâm hại tình dục và bị cảnh sát Tây Ban Nha bắt giữ hôm 25/6. Theo lời kể của cô gái, hai người đã đưa cô về phòng khách sạn và cưỡng hiếp cô. Để xóa bỏ bằng chứng, họ bắt cô đi tắm, đề phòng trường hợp bị buộc tội. Anh bị đình chỉ công tác tại Học Viện Âm Nhạc Quốc Gia. Đồng thời, hàng loạt nhãn hàng đã gỡ bỏ hình ảnh của anh và hủy hợp đồng. Hai nghệ sĩ này đã được toà án ở Tây Ban Nha trả hộ chiếu và cho về nước hôm 7/8, sau khoảng gần một tháng rưỡi bị giữ lại.

## Sáng tác
- "Dẫu có lỗi lầm" - Hiền Thục
- "Mùa thu đã hết" - Lưu Hương Giang & Hồ Hoài Anh
- "Giọt sương và chiếc lá" - Lưu Hương Giang
- "Tình yêu muôn màu" - Lưu Hương Giang
- "Nuối tiếc" - Hồ Quỳnh Hương
- "Với anh" - Mỹ Linh
- "Đừng mãi ngồi đây" - Lưu Hương Giang
- "Tạm biệt" - Lưu Hương Giang
- "Anh mãi là" - Lưu Hương Giang
- "Mưa và nỗi nhớ" - Mỹ Tâm
- "Cô gái tự tin" - Lưu Hương Giang
- "Rơi" - Hoàng Thùy Linh
- "Radio" - Hà Anh Tuấn
- "Gánh hàng rau" - Hà Anh Tuấn
- "Nàng thơ xứ Huế" - Thùy Chi
- "Ngược" -  Hồ Hoài Anh, Layla, Juky San
- "Live for now (Sống trọn từng giây)" - 365, Hà Anh Tuấn, Kasim Hoàng Vũ, Kimmese
- "Bóng mưa" - Hà Anh Tuấn
- "Chảnh dễ thương" - Đông Nhi
- "Con có mẹ rồi" - Lưu Hương Giang, Hồ Hoài Anh, Team Giọng hát Việt nhí (mùa 2)
- "Trách trăng tàn" (Khánh Ly viết lời) - Kiều Anh
- "Phong nữ" - Kiều Anh

## Giải thưởng
- Cuộc thi độc tấu nhạc cụ dân tộc toàn quốc 1998: Giải nhất
- Giải Mai Vàng 2006: Nhạc sĩ được yêu thích nhất[11]
- Giải Làn sóng xanh 2005: Nhạc sĩ được yêu thích nhất
- Cuộc thi độc tấu và hòa tấu nhạc cụ dân tộc toàn quốc lần thứ 3: Giải thưởng tác giả có tác phẩm mới đạt chất lượng của Bộ Văn hóa, Thể thao và Du lịch trao tặng[12]
- Giải Cống hiến 2009: Nhạc sĩ của năm
- Danh hiệu NSƯT (2015).

| Giải Thưởng    | Năm  | Hạng Mục             | Đề Cử Cho | Kết Quả   | Chú Thích |
| -------------- | ---- | -------------------- | --------- | --------- | --------- |
| Giải Cống Hiến | 2009 | Nhạc sĩ của năm      |           | Đề cử     | [ 13 ]    |
| Giải Cống Hiến | 2010 | Nhạc sĩ của năm      |           | Đoạt giải | [ 13 ]    |
| Giải Cống Hiến | 2020 | Nhà sản xuất của năm |           | Đề cử     | [ 13 ]    |

## Chương trình truyền hình
- Đội trưởng của chương trình Trò chơi âm nhạc 2005-2012[14]
- Giám khảo SV 2012 khu vực miền Bắc
- Giám khảo cuộc thi Thần tượng âm nhạc: Vietnam Idol 2008[15]
- Giám khảo cuộc thi Sao Mai điểm hẹn 2010[cần dẫn nguồn]
- Giám khảo cuộc thi Liên hoan tiếng hát truyền hình toàn quốc
- Huấn luyện viên cuộc thi Giọng hát Việt nhí mùa 1, mùa 2, mùa 3, mùa 6, mùa 8 [16]
- Giám khảo Sing My Song mùa 2
- Huấn luyện viên cuộc thi Giọng hát Việt (mùa 6)
- Giám đốc âm nhạc cuộc thi King Of Rap mùa 1